# Igreja de Nossa Senhora das Dores (Paraty)
A Igreja de Nossa Senhora das Dores localiza-se no centro histórico de Paraty, no estado do Rio de Janeiro, no Brasil.

## História
Foi erguida em 1800 por iniciativa de senhoras da aristocracia da cidade. Até 1820 não se encontrava concluída, tendo se constituído em uma capela da moda durante o período do Brasil Império.
Com a decadência da cidade, a igreja ficou abandonada até 1901, quando a Irmandade de Nossa Senhora das Dores, composta exclusivamente por mulheres, a reformou.
Atualmente é conhecida como "Capela das Dores" ou simplesmente "Capelinha".

## Características
Projetada para ter duas torres, apenas uma foi concluída. Os altares em seu interior encontram-se sob a invocação dos santos da Semana Santa. Destacam-se, internamente, os rendilhados de sua sacadas, em madeira. Externamente, o galo no alto da torre, indicador da direção dos ventos.